# Стецьків Віктор Володимирович
Ві́ктор Володи́мирович Стецьків (18.12.1978—25.02.2022) — старший солдат Збройних сил України, учасник російсько-української війни, що трагічно загинув під час російського вторгнення в Україну.

## Життєпис
Народився у Самбірському районі Львівської області. З 1996 року проживав у с. Трушівці Черкаського району. Працював помічником лісничого, майстром Трушівського лісництва ДП «Чигиринське лісове господарство», одночасно опановуючи відповідний фах у Черкаському державному технологічному університеті. У 2016 році вступив до Збройних сил України добровольцем. 
Під час російсько-української війни — стрілець-зенітник зенітного ракетного відділення взводу охорони зенітно-ракетного полку, старший солдат ЗСУ. Загинув 25 лютого 2022 року біля м. Яготин Київської області, виконуючи бойове завдання із прикриття повітряного простору, попав під обстріл ворожого вертольота. Поховано 4 березня 2022 року у селі Спас Старосамбірської громади Львівської області.

## Вшанування
9 грудня 2022 року в Трушівській школі відбулося урочисте відкриття меморіальної дошки Віктору Стецьківу
На місці останнього спочинку загиблого військовослужбовця встановлено пам'ятник

## Нагороди
- Медаль «Захиснику Вітчизни» (2022, посмертно) — за особисту мужність і самовіддані дії, виявлені у захисті державного суверенітету та територіальної цілісності України, вірність військовій присязі[6].